# Großsteingräber bei Diersbüttel
Die Großsteingräber bei Diersbüttel sind eine Gruppe von drei zwischen 3500 und 2800 v. Chr. entstandenen Anlagen der Jungsteinzeitlichen Trichterbecherkultur (TBK) nahe dem zur Gemeinde Rehlingen gehörenden Ortsteil Diersbüttel im Landkreis Lüneburg (Niedersachsen). Grab 1 wurde von Ernst Sprockhoff ausgegraben und beschrieben. Es erhielt in seinem Atlas der Megalithgräber Deutschlands die Nummer 690. Für die Gräber 2 und 3 fehlen gegenwärtig Beschreibungen.

## Lage
Die drei Gräber befinden sich nördlich von Diersbüttel in einem Waldstück. Grab 1 ist das mittlere der Gruppe. 500 m westlich liegt Grab 2, 500 m ostnordöstlich Grab 3. In der näheren Umgebung gibt es mehrere weitere Großsteingräber: 900 m westsüdwestlich von Grab 2 befindet sich das Großsteingrab Amelinghausen, 1,1 km nordöstlich von Grab 3 das Großsteingrab Betzendorf.

## Grab 1

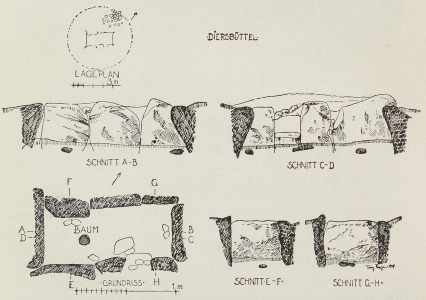
Grundriss von Grab 1 nach Krüger

Die Anlage gehört zum Typ der Ganggräber und besitzt eine flache Hügelschüttung mit einem Durchmesser von 6 m. Die Grabkammer misst 3 m × 1 m und ist nordost-südwestlich orientiert. Keiner der Decksteine ist erhalten, dafür stehen aber noch alle Wandsteine in situ. Die Kammer besitzt je einen Stein an den Schmalseiten und je drei an den Langseiten. Zwischen dem mittleren und dem östlichen Wandstein der südöstlichen Langseite befindet sich ein Zugang, der durch einen Schwellenstein und zwei vorgelagerte Wandsteine des Gangs gekennzeichnet ist.